# До встречи с тобой
«До встречи с тобой» (англ. Me Before You) — британская мелодрама режиссёра Теа Шэррок по сюжету одноимённого романа Джоджо Мойес 2012 года. В фильме снимались: Эмилия Кларк, Сэм Клафлин, Дженна Коулман, Чарльз Дэнс, Мэттью Льюис, Бен Ллойд-Хьюз и Джанет Мактир. Фильм был выпущен кинокомпанией Warner Bros. 2 июня 2016 года.

## Сюжет
26-летняя Луиза «Лу» Кларк теряет работу после закрытия кафе, где она проработала 6 лет. Хорошую работу найти невероятно сложно, кроме того без работы остался и её отец. За несколько недель Луиза пробует несколько работ, которые ей совершенно не нравятся. При очередном визите на биржу труда ей предлагают хорошо оплачиваемую работу, к тому же недалеко от дома — ухаживать за парализованным человеком, членом богатой семьи. К счастью, Луизе не нужно заботиться о физиологических сторонах его жизни и переносить его, этим занимается другой человек. Её работа — составлять ему компанию, готовить чай, кормить и давать лекарства.
Парализованному по имени Уилл 31 год, его 2 года назад сбил мотоциклист. Он так и не смирился с тем, что не может больше кататься на лыжах, плавать, заниматься сёрфингом и в целом полноценно жить. Его это очень угнетает, ведь ему снятся сны из его «прошлой жизни», и каждое утро для него — это ужас и мучения. Помимо этих бед, его бывшая девушка собирается выйти замуж за его лучшего друга. Из-за всего этого он разговаривает с едким сарказмом и даже грубо. Поначалу он никак не реагирует на попытки Лу установить хоть какой-то контакт. Тем не менее она старается делать хорошо свою работу, ведь её семье очень нужны деньги.
Со временем Лу благодаря своей непосредственности, открытому характеру, привычке говорить всё, что думает, а также своим необычным нарядам налаживает контакт, вывозит Уилла на разные прогулки, концерты, вечеринки и, казалось, понемногу возвращает ему интерес к жизни. Изменения происходят и в её характере. Как впоследствии скажет её сестра: «Он сделал из тебя человека». В частности, она меняет свои яркие экстравагантные наряды на более сдержанные и классические. Случается и ещё одно приятное событие: родители Уилла берут отца Луизы на работу управляющим замком, и теперь её семье не нужно беспокоиться о деньгах, а самой Луизе не надо беспокоиться за близких.
Однако вскоре она узнаёт, что Уилл хочет уйти из жизни, о чём уже есть договорённость с учреждением в Швейцарии, и что он обещал своим родителям прожить ещё полгода, на которые её и наняли, и часть срока уже прошла. Лу, уже привязавшаяся к Уиллу, с удвоенным усилием начинает искать способы заставить его передумать.
Лу, Уилл и медик отправляются в дорогой отель на Маврикии. Лу проводит ночи с Уиллом. Однако он признаётся ей, что всё это было прекрасно, но он понимает, что никогда уже не будет прежним человеком, и не хочет жить калекой, которого кормят с ложки и который передвигается только в кресле. Более того, ставшие отчасти романтическими отношения с Лу ещё больше обострили его ощущения беспомощности — теперь ещё и как мужчины. Луиза в сердцах называет Уилла эгоистом, перестаёт с ним разговаривать и по возвращении в Англию из аэропорта сразу уезжает домой. Однако после разговора с отцом она меняет своё решение и летит в Швейцарию, чтобы попрощаться с Уиллом.
Уилл оставляет Лу довольно приличную сумму денег, чтобы она могла вернуться в Париж, купить дом и начать жизнь с чистого листа. Об этом Лу спустя несколько недель читает в его письме, сидя в парижском кафе, которое он очень любил. Уилл также пишет об одном парфюмерном магазине и советует ей купить там духи, которые, как он считает, ей подойдут. Луиза идёт в магазин за парфюмом.

## В ролях
- Эмилия Кларк — Луиза «Лу» Кларк[5]
- Сэм Клафлин — Уильям «Уилл» Трейнор[5]
- Джанет Мактир — Камилла Трейнор[6]
- Чарльз Дэнс — Стивен Трейнор[7]
- Брендан Койл — Бернард Кларк[8]
- Дженна Коулман — Катрина Кларк[7]
- Мэттью Льюис — Патрик[8]
- Бен Ллойд-Хьюз — Руперт Фрешвел[8]
- Ванесса Кирби — Алисия Дьюар[8]
- Стивен Пикок — Натан[9]
- Саманта Спайро — Джуди Кларк[8]
- Джоанна Ламли — Мэри Ролинсон[10]

## Создание
О начале съёмок было объявлено 2 апреля 2014. 2 сентября этого же года Эмилия Кларк и Сэм Клафлин приступили к съёмкам. 24 марта 2015 к съёмкам приступил Стивен Пикок. Позже к актёрскому составу присоединились Дженна Коулман, Чарльз Дэнс, Джанет Мактир, Брендан Койл, Мэттью Льюис, Саманта Спайро, Ванесса Кирби и Бен Ллойд-Хьюз.
Основные съёмки начались в апреле 2014 года и закончились 26 июня 2015.

## Музыка
| №  | Название                             | Исполнитель(и)  | Длительность |
| -- | ------------------------------------ | --------------- | ------------ |
| 1. | «Don't Forget About Me»              | Cloves          | 4:29         |
| 2. | «Photograph»                         | Ed Sheeran      | 4:16         |
| 3. | «Happy with Me»                      | HOLYCHILD       | 2:49         |
| 4. | «Not Today»                          | Imagine Dragons | 4:21         |
| 5. | «Surprise Yourself»                  | Jack Garratt    | 4:21         |
| 6. | «Till the End»                       | Jessie Ware     | 3:01         |
| 7. | «Numb»                               | Max Jury        | 4:06         |
| 8. | «The Sound»                          | The 1975        | 4:09         |
| 9. | «Unsteady (Erich Lee Gravity Remix)» | X Ambassadors   | 3:25         |

| №   | Название                   | Длительность |
| --- | -------------------------- | ------------ |
| 1.  | «A Lawyer Calls»           | 1:09         |
| 2.  | «Alicia & Rupert»          | 1:16         |
| 3.  | «Didn't You Love Anything» | 1:45         |
| 4.  | «Journey to Dignitas»      | 1:40         |
| 5.  | «Lou Phones for Help»      | 1:52         |
| 6.  | «Lou Shaves Will»          | 1:48         |
| 7.  | «Lou's Interview»          | 1:20         |
| 8.  | «Lunch Hour»               | 1:09         |
| 9.  | «Me Before You Orchestra»  | 7:13         |
| 10. | «Meet Will»                | 0:53         |
| 11. | «Nathan Agrees»            | 0:34         |
| 12. | «Paris»                    | 3:26         |
| 13. | «Ramparts»                 | 2:46         |
| 14. | «Rush to Hospital»         | 1:10         |
| 15. | «Talk with Dad»            | 1:15         |
| 16. | «The Beach»                | 3:00         |
| 17. | «The Castle»               | 1:33         |
| 18. | «The Red Dress»            | 0:26         |
| 19. | «Walk Home»                | 0:57         |
| 20. | «Will Goes to Work»        | 0:56         |
| 21. | «Will's Pain»              | 1:12         |
| 22. | «Will's Wish»              | 1:58         |
| 23. | «Within a Day»             | 4:04         |

Другие песни, прозвучавшие в фильме:
| №  | Название               | Исполнитель(и)                     | Длительность |
| -- | ---------------------- | ---------------------------------- | ------------ |
| 1. | «Run»                  | Amigaman                           | 4:19         |
| 2. | «Big Man»              | Chase & Status при уч. Liam Bailey | 3:37         |
| 3. | «Thinking Out Loud»    | Ed Sheeran                         | 4:42         |
| 4. | «New Coke»             | Health                             | 3:40         |
| 5. | «The James Bond Theme» | Monty Norman                       | 2:25         |

## Премьера
В июле 2014 года было объявлено, что фильм будет выпущен 21 августа 2015 года. В мае 2015 года премьеру перенесли на 3 июня 2016. В ноябре 2015 года дата выхода фильма была перенесена на более раннюю дату — 4 марта 2016 года, однако в январе 2016 выход был вновь перенесён на этот раз на 3 июня 2016 года.
В России премьера состоялась 7 июля 2016 года.

## Критика
Фильм получил смешанные отзывы кинокритиков. На сайте Rotten Tomatoes фильм имеет рейтинг 57 % на основе 162 рецензий со средним баллом 5,6 из 10. На сайте Metacritic фильм имеет оценку 51 из 100 на основе 36 рецензий критиков, что соответствует статусу «смешанные или средние отзывы».

### Награды и номинации
| Награды и номинации      | Награды и номинации | Награды и номинации          | Награды и номинации        | Награды и номинации | Награды и номинации |
| Награда                  | Год                 | Категория                    | Номинант                   | Результат           | Прим.               |
| ------------------------ | ------------------- | ---------------------------- | -------------------------- | ------------------- | ------------------- |
| Teen Choice Awards       | 2016                | Choice Movie: Liplock        | Эмилия Кларк и Сэм Клафлин | Номинация           | [ 17 ]              |
| People’s Choice Awards   | 2017                | Лучший драматический фильм   | «До встречи с тобой»       | Победа              | [ 18 ]              |
| Премия «Золотой трейлер» | 2016                | Лучшая пара                  | Warner Bros., Aspect       | Победа              | [ 19 ]              |
| Премия «Золотой трейлер» | 2016                | Лучший романтический постер  | Warner Bros., Works ADV    | Победа              | [ 19 ]              |
| Премия «Золотой трейлер» | 2016                | Лучший романтический ролик   | Warner Bros., Aspect       | Номинация           | [ 20 ]              |
| MTV Movie & TV Awards    | 2017                | Душещипательная история      | Эмилия Кларк и Сэм Клафлин | Номинация           | [ 21 ]              |
| Kids' Choice Awards      | 2017                | Лучший саундтрек             | «До встречи с тобой»       | Номинация           | [ 22 ]              |
| Jupiter Award            | 2017                | Лучшая международная актриса | Эмилия Кларк               | Номинация           | [ 23 ]              |